# Helvi Hämäläinen
Helvi Hämäläinen (ur. 16 czerwca 1907 w Haminie, zm. 17 stycznia 1998 w Espoo) – fińska pisarka i poetka.

## Życiorys

### Wczesne lata
Jej rodzicami byli garbarz Aaro Hämäläinen oraz Iida Maria Hämäläinen z domu Mikkelson. W 1918 roku cała rodzina przeprowadziła się z Haminy do Helsinek. W 1922 roku Aaro Hämäläinen zmarł, pozostawiając rodzinę w słabej kondycji finansowej.
Helvi Hämäläinen uczęszczała do szkoły Helsingin uusi yhteiskoulu, którą ukończyła po siedmiu klasach w 1929 roku. Z powodu trudności finansowych odeszła z liceum. 

### Kariera
W połowie lat 20. XX wieku wstąpiła do stowarzyszenia literackiego Nuoren Voiman Liitto, gdzie zetknęła się z takimi pisarzami jak Elina Vaara, Lauri Viljanen i Arvi Kivimaa, a także Mika Waltari, który po zapoznaniu się z poezją Helvi Hämäläinen zachęcał ją do dalszego pisania. Zadebiutowała powieścią Hyväntekijä, opublikowaną w 1930 roku.
Znaczny rozgłos przyniosła jej wydana w 1941 roku powieść Säädyllinen murhenäytelmä, w której bohaterach można było rozpoznać przedstawicieli ówczesnej fińskiej elity kulturalnej, m.in. Tyyni Tuulio, Ovaa Tuulio, czy Olavi Paavolainena.
Wydany w 1987 roku tomik poezji Sukupolveni unta został uhonorowany nagrodą Finlandia.

### Życie prywatne
W 1931 roku wyszła za mąż za przedstawiciela bohemy Niilo Haapmana, któremu urodziła syna. Małżeństwo trwało kilka tygodni, choć formalnie zakończyło się w 1936 roku.

## Wybrana twórczość
| - Hyväntekijä (1930) - Lumous (1934) - Katuojan vettä (1935) - Tyhjä syli (1937) - Kylä palaa (1938) - Säädyllinen murhenäytelmä (1941) - Velvoitus (1942) - Hansikas (1943) - Kylä vaeltaa (1944) - Pouta (1946) - Sarvelaiset (1947) - Ketunkivi (1948) - Tuhopolttaja (1949) - Kasperin jalokivet (1953) - Kolme eloonherätettyä (1953) - Karkuri (1961) - Suden kunnia (1962) - Kadotettu puutarha (1995) - Säädyllinen murhenäytelmä (1995) - Uusi Aadam (1997) | - Aaverakastaja (1936) - Lapsellinen maa (1943) - Voikukkapyhimykset (1947) - Pilvipuku (1950) - Surmayöt (1957) - Punainen surupuku (1958) - Pilveen sidottu (1961) - Poltetut enkelit (1965) - Sokeat lähteet (1967) - Valitut runot (1973) - Sukupolveni unta (1996) |